# Вејкфилд (Вирџинија)
Вејкфилд (енгл. Wakefield) град је у америчкој савезној држави Вирџинија. По попису становништва из 2010. у њему је живело 927 становника.

## Демографија
Према попису становништва из 2010. у граду је живело 927 становника, што је 111 (10,7%) становника мање него 2000. године.
| Група             | 2000.       | 2010.       |
| Белци             | 491 (47,3%) | 427 (46,1%) |
| Афроамериканци    | 532 (51,3%) | 470 (50,7%) |
| Азијати           | 0 (0,0%)    | 14 (1,5%)   |
| Хиспаноамериканци | 4 (0,4%)    | 8 (0,9%)    |
| Укупно            | 1.038       | 927         |